# Katedra św. Piotra i Pawła w Providence
Katedra św. Piotra i Pawła w Providence – główny kościół diecezji Providence oraz siedziba biskupa tejże diecezji. Zbudowana w stylu neoromańskim według projektu Patricka C. Keeleya. Wnętrze zawiera elementy architektury neogotyckiej oraz liczne witraże. Od 1972 roku świątynia szczyci się monumentalnymi organami składającymi się z 6616 piszczałek. Katedra znajduje się na liście National Register of Historic Places